# Antun Josip Fosco
Antun Inocent Josip Fosco (u izvorima na talijanskom Antonio Innocente Giuseppe Fosco) (Šibenik, 19. ožujka 1826. − Šibenik, 25. ožujka 1894., šibenski biskup, zavičajni crkveni i kulturni povjesničar

## Životopis
Rodio se je u Šibeniku 1826. godine. U Zadru i Splitu studirao bogoslovlje. Za đakona se je zaredio 1849., a tri dana poslije za svećenika. God. 1866. postao je šibenskim kanonikom i gradskim župnikom. Kolovoza 1875. izabran je za šibenskog biskupa. Travnja 1876. potvrđen je izbor, a za biskupa je zaređen mjeseca dana poslije. Zaredio ga je kardinal Antonio Saverio De Luca, a pomoćni konsekrator bio je Paško Guerini. Suradnik većeg broja europskih znanstvenih društava. Proučavao crkvenu i kulturnu prošlost rodnog grada, te crkvenu povijest Trogira, Skradina i Knin@a. Pisao je djela o Jurju Dalmatincu, šibenskoj katedrali, zaštitniku šibeničkoga grada i biskupije sv. Kristofu, feničkim nekropolama u Dalmaciji i dr. Okušao se u jezikoslovnom polju, pokušavajući dokazati srodnost hrvatskog s feničkim i židovskim jezicima, povezujući Pelazge kao prve stanovnike Dalmacije s Feničanima i Kanaancima. Pridonio je nakladništvu u rodnom gradu. Njegovim je poticajem 1884. osnovana prva suvremeno opremljena tiskara u Šibeniku, a radila je za potrebe biskupije. Dužnost biskupa obnašao do smrti. Na dužnosti ga je zamijenio Matija Zannoni.